# Ring My Bell (blue dropsの曲)
「Ring My Bell」（リング・マイ・ベル）は、blue dropsの1枚目のシングル。2009年11月4日にコロムビアミュージックエンタテインメントから発売された。

## 概要
- blue dropsは、テレビアニメ『そらのおとしもの』のために吉田仁美とイカロス（早見沙織） により結成されたユニット。同アニメとWebラジオ『そらおと〜ふぉーりん☆らぶ〜』の主題歌を歌っている。
- 表題曲とカップリングには、それぞれ吉田バージョンとイカロスバージョンが収録されている。
- ジャケットには、イカロスの横顔がプリントされている。

## 収録曲
1. Ring My Bell（Main Vocal Hitomi） [4:22]
作詞：岩里祐穂、作曲・編曲：橋本由香利
  - テレビアニメ『そらのおとしもの』オープニングテーマ
2. そばにいられるだけで（Main Vocal Hitomi） [3:54]
作詞：三浦誠司、作曲：糀谷拓土、編曲：水谷広実
  - テレビアニメ『そらのおとしもの』エンディングテーマ
3. Ring My Bell（Main Vocal Saori） [4:22]
作詞：岩里祐穂、作曲・編曲：橋本由香利
  - Webラジオ『そらおと〜ふぉーりん☆らぶ〜』オープニングテーマ
4. そばにいられるだけで（Main Vocal Saori） [3:54]
作詞：三浦誠司、作曲：糀谷拓土、編曲：水谷広実
  - Webラジオ『そらおと〜ふぉーりん☆らぶ〜』エンディングテーマ
5. Ring My Bell（オリジナル・カラオケ）
6. そばにいられるだけで（オリジナル・カラオケ）